# Zaisu

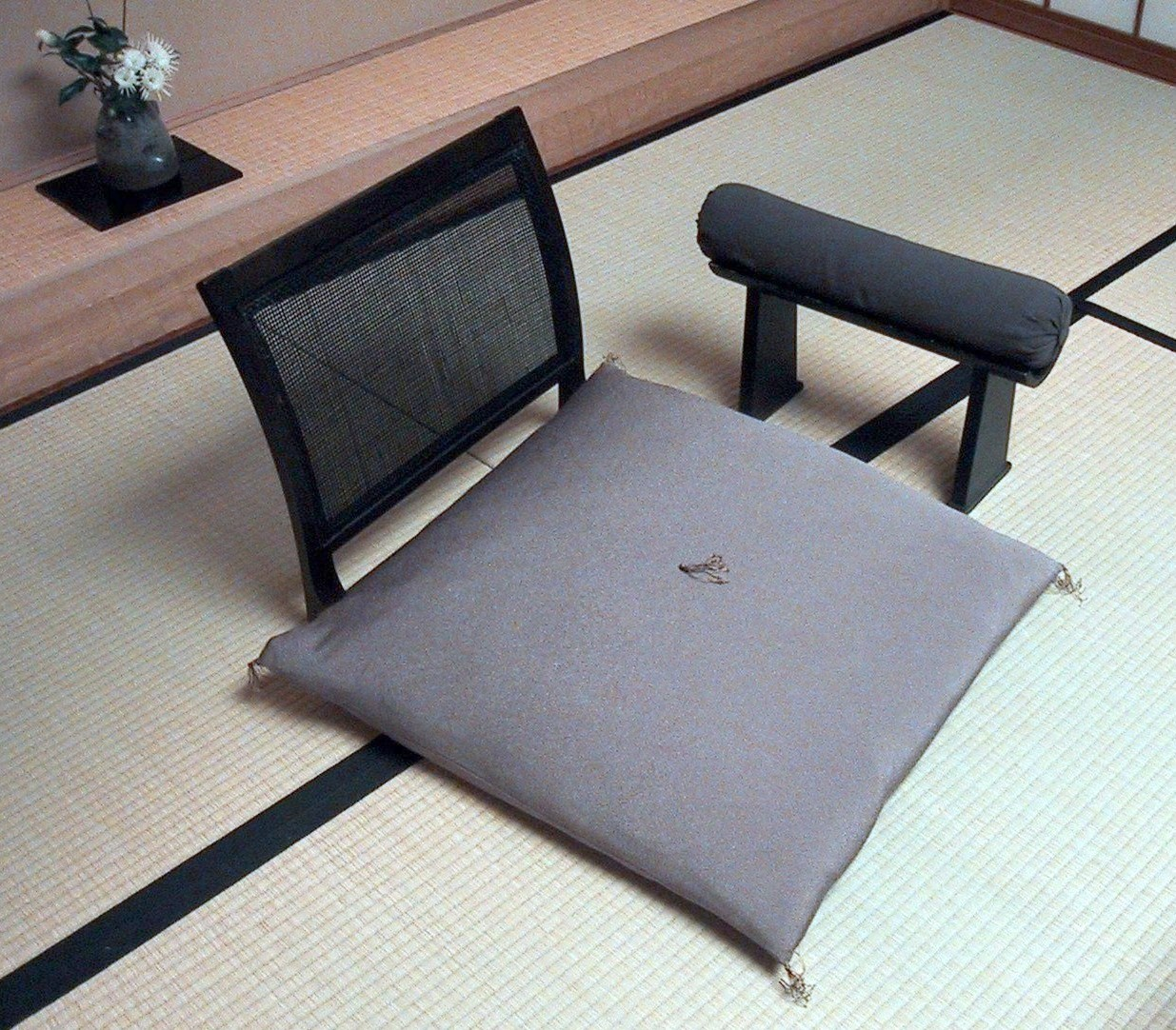
Zaisu mit beigestellter Armlehne

Der Zaisu (jap. 座椅子) ist ein japanischer Sitzstuhl (oder Bodenstuhl), der keine Beine hat, jedoch im Design auf einen normalen Stuhl zurückgeht. Der Zaisu ist sehr häufig in Japan anzutreffen, besonders in Häusern mit traditionellem japanischen Stil der Esszimmer, wo niedrige Tische üblich sind.

## Geschichte
Die Zaisu-Sitzstühle kamen bereits in der Muromachi-Zeit in Mode. Traditionell sitzen die Japaner mehr hinkniend mit ihrem Gewicht auf den Unterschenkeln, wobei die Beine sich unterhalb des Körpers gefaltet befinden. Allerdings kann dies nach längerer Zeit, besonders für Menschen, die es nicht gewohnt sind, schmerzhaft werden. Aus diesem Grunde bevorzugen viele Japaner die bequemere Zaisu-Variante, bei der der Rücken gestützt und die Beine ausgestreckt werden können. Den Zaisu gibt es in vielen Arten, es kann entweder ein Kissen eingebaut oder ein loser Zabuton verwendet werden. Zum Zaisu gibt es oft eine separate beistellbare Armlehne (脇息, Kyōsoku), die eine weitere entspanntere Sitzplatzanordnung bietet. Zaisu-Sitzstühle gibt es heute in vielen modischen Varianten.